# Prebold
Prebold – wieś w Słowenii, w gminie Prebold. W 2018 roku liczyła 1696 mieszkańców.